# Lindera fragrans
Lindera fragrans là loài thực vật có hoa trong họ Nguyệt quế. Loài này được Oliv. miêu tả khoa học đầu tiên năm 1888.